# Піщанська волость (Ольгопільський повіт)
Піщанська волость — адміністративно-територіальна одиниця Ольгопільського повіту Подольської губернії.
Станом на 1885 рік складалася з 11 поселень, 7 сільських громад. Населення 15611 осіб (8629 чоловічої статі та 8716 — жіночої), 2416 дворових господарств.
|                     | Площа, дес. | У тому числі орної, десятин |
| ------------------- | ----------- | --------------------------- |
| Сільських громад    | 11236       | 8732                        |
| Приватної власності | 12957       | 5923                        |
| Іншої власності     | 478         | 302                         |
| Загалом             | 24671       | 14957                       |

Найбільші поселення волості станом на 1885:
- Піщанка — колишнє державне містечко за 50 верст від повітового міста, 2733 мешканці, 499 дворів, православна церква, 4 єврейські молитовні будинки, 8 постоялих дворів, 3 трактира, 21 постоялих будинок, 54 лавки. За 15 верст — залізнична станція Крижопіль. За 15 верст — залізничний полустанок Рудниця.
- Дмитрашківка — колишнє власницьке село при річці Христичка, 2203 мешканці, 340 дворів, православна церква, 3 постоялих будинки, 3 водяних млини.
- Крикливець — колишнє власницьке село, 2280 мешканців, 239 дворів, 2 православні церкви, школа, 2 постоялих будинки, ярмарок 24 червня.
- Кукули — колишнє власницьке село при річці Христичка, 1026 мешканців, 130 дворів, православна церква, постоялий будинок.
- Попелюхи — колишнє власницьке село, 2397 мешканців, 251 двір, 2 православні церкви, школа, постоялий будинок.
- Студена — колишнє власницьке село, 2300 мешканців, 306 дворів, православна церква, постоялий будинок.